# 1973年尼泊尔航空劫机事件
1973年尼泊尔航空劫机案是尼泊尔史上第一次航空劫机事件。该飞机原计划从比拉德訥格爾机场飞往加德满都特里布万国际机场，机上共有3名机组成员和19名乘客，其中包括尼泊尔演员马拉·辛哈。
吉里贾·普拉萨德·柯伊拉腊（之后的尼泊尔总理）为了劫掠飞机上尼泊尔中央银行所持的资金策划了此次事件。其目的是为了进行武装革命而筹集资金，用以恢复本国多党政体；在这以前国家实行的是由国王统治的无党体潘恰雅特制度。

## 机型
飞机是一架德哈維蘭加拿大 DHC-6 雙水獺，注册编号9N-ABB，于1971年开始隶属尼泊尔皇家航空。

## 劫机人员
吉里贾·普拉萨德·柯伊拉腊是策划此次劫机事件的主谋—他想在尼泊尔发起民主武装革命，但缺少足够的资金。先前，他与刚刑满释放的民主武装战士杜加尔·苏贝迪（Durga Subedi）会面。杜加尔·苏贝迪曾在狱中读过有关日本航空351號班機劫機事件的书，从而萌生了通过类似的手段劫机的想法。随后吉里贾·普拉萨德·柯伊拉腊与杜加尔·苏贝迪从尼泊尔中央银行的员工玛丹·阿里亚（Madan Aryal）那里得知银行将会通过某架飞机运输印度货币。纳根德拉·邓格尔（Nagendra Dhungel）和巴桑塔·巴塔莱（Basanta Bhattarai）亦在之后加入了团队并与杜加尔·苏贝迪一同劫持了飞机。